# Rosmarinus
Genre
Classification phylogénétique
Rosmarinus est un genre de plantes à fleurs de la famille des Lamiacées originaires du bassin méditerranéen. Il regroupe deux espèces.
Le taxon est considéré maintenant comme un sous-genre de Salvia (Salvia subg. Rosmarinus).

## Liste des espèces
- Rosmarinus eriocalyx Jordan & Fourr.
- Rosmarinus officinalis L. - Romarin